# Othmane el-Goumri
Othmane el-Goumri (arabisch عثمان الكومري, DMG ʿUṯmān al-Kaumarī; * 28. Mai 1992 in Safi) ist ein marokkanischer Leichtathlet, der sich auf den Langstreckenlauf spezialisiert hat.

## Sportliche Laufbahn
Erste internationale Erfahrungen sammelte Othmane el-Goumri 2010 bei den Crosslauf-Weltmeisterschaften 2010 in Bydgoszcz, bei denen er nach 23:42 min den 33. Platz in der U20-Wertung belegte. Im Jahr darauf erreichte er bei den Crosslauf-Weltmeisterschaften in Punta Umbría nach 23:57 min den 27. Platz. Anschließend nahm er im 5000-Meter-Lauf an den Juniorenafrikameisterschaften in Gaborone teil, gelangte dort aber nicht bis in das Ziel. 2013 gewann er bei den Mittelmeerspielen in Mersin in 13:38,24 min die Silbermedaille über 5000 Meter hinter dem Algerier Rabah Aboud. Es folgten die Teilnahme an den Spielen der Frankophonie in Nizza, den Weltmeisterschaften in Moskau und den Islamic Solidarity Games in Palembang. 2014 nahm er an den Hallenweltmeisterschaften in Sopot und an den Afrikameisterschaften in Marrakesch teil und 2015 an den Arabischen Meisterschaften in Madinat Isa und den Weltmeisterschaften in Peking. 2016 wurden Unregelmäßigkeiten in seinem biologischen Pass festgestellt und daraufhin alle Ergebnisse nach den Mittelmeerspielen 2013 gestrichen und el-Goumri bis 2018 gesperrt.
Nach Ablauf seiner Sperre konzentriert sich el-Goumri auf den Straßenlauf und belegte beim Rabat-Marathon in 2:08:20 h den zweiten Platz und siegte anschließend beim KBC Dublin Marathon in 2:08:06 h. Bei den Halbmarathon-Weltmeisterschaften 2020 in Gdynia gelangte er nach 1:00:30 h Rang 17 und im Jahr darauf steigerte er in Siena seine Marathon-Bestmarke auf 2:06:18 h und wurde damit Dritter. Anschließend gewann er bei den Arabischen Meisterschaften in Radès in 1:08:09 h die Silbermedaille im Halbmarathon hinter seinem Landsmann Hassan Toriss. Im August 2021 nahm er im Marathon an den Olympischen Spielen in Tokio teil und wurde dort in 2:11:58 h Neunter. Im November wurde er beim Barcelona-Marathon in 2:06:30 h Zweiter. Im Jahr darauf wurde er beim Rom-Marathon mit 2:07:16 h Zweiter und erreichte 2022 bei den Weltmeisterschaften in Eugene mit 2:08:14 h Rang zwölf. Im Jahr darauf wurde er beim Barcelona-Marathon in 2:05:12 h Zweiter und siegte im selben Jahr in 2:08:20 h beim Sydney-Marathon. 2024 wurde er beim Xiamen-Marathon nach 2:07:18 h Zweiter und lief im August bei den Olympischen Sommerspielen in Paris nach 2:10:06 h auf dem 18. Platz ein.

## Persönliche Bestleistungen
- 1500 Meter: 3:37,79 min, 7. Juli 2013 in Casablanca
- 5000 Meter: 13:13,72 min, 9. Juni 2013 in Rabat
- 10.000 Meter: 28:16,76 min, 20. Februar 2021 in Rabat
- Halbmarathon: 1:00:30 h, 17. Oktober 2020 in Gdynia
- Marathon: 2:05:12 h, 19. März 2023 in Barcelona (marokkanischer Rekord)